# 柊町 (半田市)
柊町（ひいらぎちょう）は、愛知県半田市の地名。

## 地理
半田市中央部に位置する。東は出口町、西は枝山町、北は岩滑高山町に接する。

### 河川
- 浜池[1]

## 歴史

### 人口の変遷
国勢調査による人口および世帯数の推移。
| 1995年（平成7年）  | 774世帯 2347人  |  |
| 2000年（平成12年） | 867世帯 2495人  |  |
| 2005年（平成17年） | 922世帯 2547人  |  |
| 2010年（平成22年） | 983世帯 2595人  |  |
| 2015年（平成27年） | 1015世帯 2571人 |  |
| 2020年（令和2年）  | 1115世帯 2619人 |  |

## 交通
- 愛知県道半田環状線[1]

## 施設
- 愛知県立半田農業高等学校[1]
- 愛知県立半田工科高等学校[1]
- 知多自動車学校[1]
- 日蓮宗寛良寺[1]
- 日本基督教団半田教会[1]
- 天理教清元分教会[1]
- 北谷墓地[1]
- かねり公園[1]
- 柊公園[1]

### WEB
1. ↑  “愛知県半田市の町丁・字一覧”.   人口統計ラボ. 2023年11月25日閲覧。
2. 1 2  総務省統計局 (2022年2月10日). “令和2年国勢調査の調査結果(e-Stat) - 男女別人口，外国人人口及び世帯数－町丁・字等” (CSV). 2023年8月2日閲覧。
3. ↑  “愛知県半田市の郵便番号一覧”.   日本郵便. 2023年11月25日閲覧。
4. ↑  “市外局番の一覧” (PDF).   総務省 (2022年3月1日). 2022年3月22日閲覧。
5. ↑  総務省統計局 (2014年3月28日). “平成7年国勢調査の調査結果(e-Stat) - 男女別人口及び世帯数 －町丁・字等” (CSV). 2021年7月20日閲覧。
6. ↑  総務省統計局 (2014年5月30日). “平成12年国勢調査の調査結果(e-Stat) - 男女別人口及び世帯数 －町丁・字等” (CSV). 2021年7月20日閲覧。
7. ↑  総務省統計局 (2014年6月27日). “平成17年国勢調査の調査結果(e-Stat) - 男女別人口及び世帯数 －町丁・字等” (CSV). 2021年7月21日閲覧。
8. ↑  総務省統計局 (2012年1月20日). “平成22年国勢調査の調査結果(e-Stat) - 男女別人口及び世帯数 －町丁・字等” (CSV). 2021年7月21日閲覧。
9. ↑  総務省統計局 (2017年1月27日). “平成27年国勢調査の調査結果(e-Stat) - 男女別人口及び世帯数 －町丁・字等” (CSV). 2021年7月21日閲覧。

### 書籍
1. 1 2 3 4 5 6 7 8 9 10 11 12 13  「角川日本地名大辞典」編纂委員会 1989, p. 1822.